# Росолівці
Росо́лівці — село в Україні, у Старокостянтинівській міській громаді Хмельницького району Хмельницької області. Населення становить 761 особу.

## Історія
26-28 липня 1648 року поблизу села відбулась битва (інша назва — битва під Костянтиновом) між загонами козацько-повстанського та королівського військ.
У 1906 році село Кульчинецької волості Старокостянтинівського повіту Волинської губернії. Відстань від повітового міста 15 верст, від волості 10. Дворів 172, мешканців 1197.
7 (20) листопада 1917 року, відповідно до.Третього Універсалу Української Центральної Ради, увійшло до складу Української Народної Республіки.
12 червня 2020 року, відповідно до розпорядження Кабінету Міністрів України № 727-р «Про визначення адміністративних центрів та затвердження територій територіальних громад Хмельницької області», увійшло до складу Старокостянтинівської міської громади.
19 липня 2020 року, після ліквідації Старокостянтинівського району, село увійшло до Хмельницького району.
До 2020 року орган місцевого самоврядування — Росолівецька сільська рада.

## Відомі вихідці із села
- Котюк Іван Ілліч